# Gentiana filisepala
Gentiana filisepala är en gentianaväxtart som beskrevs av T.N. Ho. Gentiana filisepala ingår i släktet gentianor, och familjen gentianaväxter. Inga underarter finns listade i Catalogue of Life.